# نهاية الإيمان
نهاية الإيمان: الدين والإرهاب ومستقبل المنطق (بالإنجليزية: The End of Faith: Religion, Terror, and the Future of Reason) هو كتاب لعالم الأعصاب الأمريكي سام هاريس نُشر في 2004 يتناول فيه الدين المُنظَّم والصراع ما بين الإيمان الديني والأفكار العقلانية ومشاكل التسامح مع الأصولية الدينية.
بدأ هاريس كتابة الكتاب بما وصفه بفترة من «الأسى والخدر» التي أعقبت هجمات الحادي عشر من سبتمبر عام 2001. يشكّل الكتاب نقدا واسعا لكل أنواع الإيمان الديني.
نُشر الكتاب لأول مرة في 11 أغسطس 2004، ومُنح الكتاب جائزة حماية حرية الصحافة الأمريكية وجائزة مارثا ألبراند في السنة التالية. نُشرت النسخة ورقية الظهر في أكتوبر 2005. دخل الكتاب في نفس الشهر قائمة نيويورك تايمز لأكثر الكتب مبيعا ليصبح في المركز الرابع واستمر في القائمة لمدة 33 أسبوعاً.
ردا على الانتقادات والآراء بخصوص نهاية الإيمان، كتب هاريس «رسالة إلى أمة مسيحية» بعد ذلك بسنتين.

## الملخص
تبدأ نهاية الإيمان بقصة أدبية ليوم في حياة شخص انتحاري هو يومه الأخير. في فصل المقدمة، ينادي هاريس بنهاية الاحترام والتسامح لأنظمة الإيمان الدينية المتنافسة، والتي يصفها بأنها «جميعها لا علاقة لها بالدليل». في حين ركز في المخاطر المحدقة من الجماعات الدينية المتطرفة والمسلحة حاليا بأسلحة دمار شامل، ينتقد هاريس بنفس القدر الوسطية الدينية والتي يصفها بأنها «السياق الذي لا يمكن فيه معارضة العنف الديني أبدا».
يستمر هاريس باختبار طبيعة الإيمان نفسها، متحديا أننا نستطيع بأي طريقة أن نستمتع بحرية الاعتقاد، ومجادلا أن «الإيمان هو ينبوع فعل التحمل». بدلا من ذلك، يفترض أنه من أجل أن تكون المعتقدات مفيدة، عليها أن تكون متسقة منطقيا وأن تمثل فعليا العالم الحقيقي. بقدر ما فشلت المعتقدات الدينية في تأسيس نفسها كأدلة تجريبية، شبّه هاريس الأديان بنوع من المرض العقلي والتي حسب تعبيره «تسمح لبشر طبيعيين بقطف فاكهة الجنون واعتبار أنفسهم مقدسين». يجادل هاريس أنه قد يكون هناك «جنون في الأرقام»، ولكنها مجرد «حادثة تاريخية والتي بسببها نرى أنه من العادي في مجتمعنا أن نؤمن أن خالق الكون يستمع إلى صلواتك، وهو شيء يدل على المرض العقلي أن تؤمن أنه يتواصل معك من خلال أصوات قطرات المطر في شيفرة مورس على شباك حمامك».
أتبع هاريس ذلك ببحث مختصر عن المسيحية على مر العصور، حيث درس محاكم التفتيش ومطاردة الساحرات واليهود. ادعى هاريس أنه بالإضافة إلى كونه انحرافا، فإن تعذيب المهرطقين كان تعبيرا منطقيا للعقيدة المسيحية، والتي حسب قوله بررها رجال مثل القديس أوغسطين. لم يقف هاريس عند هذا الحد، بل اعتبر الهولوكوست انعكاسا للمعاداة المسيحية التاريخية للسامية. يقول هاريس «سواء بعلمهم أو بدونه، فالنازيون هم عملاء الدين».
بين الجوانب المثيرة للجدل في كتاب نهاية الإيمان، كان هناك تقيم غير متنازل عن انتقاد الإسلام، والذي يصفه هاريس بأنه «عقيدة الموت». يرسم هاريس رابطا واضحا بين التعاليم الإسلامية والفظائع الإرهابية مثل هجمات 11 سبتمبر، وهي الفكرة التي دعمها بآيات من القرآن والتي تدعو إلى استخدام العنف.
قدم هاريس أيضا بيانات من مركز بيو للأبحاث تُظهر أن نسبة كبيرة من المسلمين حول العالم يبررون الانفجارات الانتحارية ويعتبرونها تكتيكا مناسبا. في هجوم له على ما أسماه «اللا منطق اليساري»، انتقد هاريس نعوم تشومسكي من بين آخرين لعرضه للإرادة غير المنطقية لوضع كامل اللوم على السياسة الخارجية للولايات المتحدة.
إلا أن هاريس ينتقد أيضا دور اليمين المسيحي في الولايات المتحدة، في التأثير على بعض الأمور مثل سياسات المخدرات وأبحاث الخلايا الجذعية الجنينية ومنع الإيدز في العالم النامي. في ما يراه هاريس كانحراف كبير نحو الثيوقراطيقة، ينتقد هاريس الشخصيات الريادية سواء من السلطة التشريعية أو السلطة القضائية في ما يراه فشل لا يعرف الخجل في الفصل بين الكنيسة والدولة في المجالات المختلفة. يقول هاريس «نحن لا نأكل فقط حثالة العالم القديم، بل نحن متعجرفون أيضا بإيجابية».
بعد ذلك، انطلق هاريس ليؤكد على أهمية ما أسماه «علم الخير والشر» وهو مدخل عقلاني في علم الأخلاق، والذي يعتبر هاريس أنه لا بد أن يعتمد على أسئلة سعادة الإنسان ومعاناته. يتحدث هاريس عن الحاجة إلى الحفاظ على «المجتمعات الأخلاقية»، المجازفة التي يشعر هاريس أن الكينونات الأخلاقية الدينية المنفصلة للناجين والملعونين يجب أن لا تلعب أي دور. إلا أن هاريس ينتقد فكرة النسبية الأخلاقية، وأيضا لما يسميه «اختيار السلامية الخاطئ». في فقرة أخرى مثيرة للجدل، يقارن هاريس بين الأسئلة الأخلاقية التي نشأت نتيجة للضرر الجانبي والتعذيب القضائي أثناء الحرب. استنتج هاريس أن الضرر الجانبي أسوأ أخلاقيا قائلا: «إذا كنا لا ننوي التعذيب، علينا أن لا ننوي شن الحرب الحديثة».
في النهاية، يتجه هاريس إلى الروحانية حيث أخذ الإلهام من ممارسات الأديان الشرقية. كتب أنه كان هناك صوفية في الغرب وأطلق على بعضها «رجال ونساء خارقين» مثل ميستر إكهرت ويوحنا الصليب وتيريزا القديسة والقديس سيرافيم، إلا أن هذا بالنسبة إلى الروحانية الغربية «يبدو أننا كنا نقف على أكتاف الأقزام». يناقش هاريس طبيعة الوعي، وكيف أن إحساسنا بالذات يمكن أن نجعله يختفي من خلال أعمال التأمل. يقتبس هاريس من الصوفية الشرقية مثل بادماسامبهافا ونسرغاداتا مهراج، إلا أنه لا يعترف بأي قوة خارقة للطبيعة في نقاشاته حيث يقول «الروحانية هو أمر عقلاني، بينما الدين ليس كذلك». يستفيض لاحقا: «الروحاني لديه أسباب في ما يؤمن به، وهذه الأسباب تجريبية». يقول هاريس أنه من الممكن لتجربة شخص ما للعالم «أن تتحول جذريا»، ولكنه علينا أن نتحدث عن الإمكانية في «هذه الأحكام العقلانية».
| نهاية الإيمان | الملائكة الوحيدة التي علينا أن نستجدي بها هي ملائكة طبيعتنا الأفضل: المنطق والأمانة والحب. الشياطين الوحيدة التي علينا أن نخافها هي تلك التي تتربص داخل عقل كل إنسان: الجهل والكراهية والطمع والإيمان والذي هو بالتأكيد أفضل أعمال الشيطان" | نهاية الإيمان |

## الاستقبال

### إيجابي
استقبل جوهان هاري (الكاتب في صحيفة ذي إندبندنت) الكتاب بإيجابية كبيرة واصفا الكتاب بأنه «محاولة شجاعة لهدم الجدران التي تمنع نقد المتدينين حاليا».
أتت الآراء الإيجابية الأخرى من ناتالي أنجير ودانيل بلو وستيفاني ميريت.
مدح ريتشارد دوكينز أيضا الكتاب بشدة.

### سلبي
قال توماس و. فلين من صحيفة فري إنكويري أن هاريس سمح لآرائه أن يحجبها السياسات الشخصية ولغته الروحانية. وصف هاريس لاحقا آراء فلين بأنها «مختلطة ومضللة ومثيرة للسخط».
كتب ديفيد بولتون في نيو هيومانيست والذي وصف الكتاب بأنه “تبسيط صارخ ومبالغة وأوهام".
شملت آراء المسيحيين كلا من ر. ألبيرت موهلر جونيور في ذا كريشيان بوست، وماثيو سيمبسون في المسيحية اليوم. قال ماديلين بانتينغ من ذا غارديان أن هاريس يقول أن «بعض الافتراضات خطيرة للغاية لدرجة أنه قد يكون أخلاقيا قتل الناس لكي يؤمنوا بهم». علق بانتينغ قائلا «هذا يبدو تماما كرأي الرجال الذين أداروا محاكم التفتيش».
تعليقا على نفس الفقرة تساءلت اللاهوتية كاثرين كيلر «هل من الممكن أن يكون هناك افتراض أخطر من ذلك؟» وجادلت أن «معاداة التسامح» الذي تمثله هذه الفقرة سيعرّي الجدار بين الكنيسة والدولة.

### الرد
احتوت النسخة ورقية الظهر من نهاية الإيمان المنشورة في 2005 مقدمة جديدة يجيب فيها هاريس عن بعض أشهر الانتقادات التي استقبلها منذ نشر الكتاب. وضحت مقالته «الرد على الجدل» أيضا سياق الفقرة المثيرة للجدل أنه كان يشير إلى حالات معينة جدا مثل الإرهاب الديني، حيث أن محاولة قتل الإرهابي القاتل تعتبر في النهاية قتل شخص ما بسبب معتقد يحمله، وهو المعتقد أن غير المؤمنين بعقيدة معينة يجب أن يُقتلوا.